# Sergozero
Sergozero (tiếng Nga: Сергозеро) là một ngôi làng thuộc khu định cư nông thôn Azletskoye, quận Kharovsky, tỉnh Vologda, Nga. Dân số là 6 vào năm 2002. Múi giờ ở đây là UTC+3.

## Địa lý
Khoảng cách đến Kharovsk là 60 km, đến Popovka là 6   km. Melentyevskaya là ngôi làng gần nhất.